# Jeannette Charles
Jeannette Charles (Londres, 15 de outubro de 1927 – Great Baddow, 2 de junho de 2024) foi uma atriz britânica que frequentemente retrata a rainha Isabel II devido à sua semelhança com a monarca.ffdfsfdfdssdTeve participações importantes em vários tipos de séries e filmes representando a rainha Isabel II do Reino Unido. Fez seu último trabalho em 2012, quando atuou no episódio do dia das mães da rainha.

## Biografia
Jeannette surgiu como uma atriz no teatro de repertório em seus vinte anos, mas inicialmente teve dificuldade em obter a participação em "Equity", devido a sua semelhança com a rainha. Ela já desempenhou esse papel em numerosos filmes, incluindo "Segredos de um Superstud" (1976), "Queen Kong" (1976), "The Rutles 'All You Need Is Cash'" (1978), "European Lampoon's European Vacation" (1985), "The Naked Gun: From the Files of Police Squad!" (1988) e "Austin Powers in Goldmember" (2002).
Ela também apareceu como atriz semi-regular na série "Q..." de Spike Milligan na BBC Television, e apareceu na 10a edição do Big Brother do Channel 4 para surpreender o competidor brasileiro Rodrigo Lopes (que achava que estava se encontrando com a verdadeira rainha Elizabeth II para uma tarefa).
Ela também apareceu no episódio de Saturday Night Live, da segunda temporada, no episódio 7 em 1977, e em "Mind Your Language", na segunda temporada, no episódio 2, intitulado "Rainha Por Um Dia", em 1978.
Charles se aposentou em 2014, e viveu em Danbury, Essex. Ela morreu em Great Baddow em 2 de junho de 2024, aos 96 anos. Seu marido morreu em 1997, e eles tiveram três filhos.

## Filmografia parcial
- Leos Leiden (1976) - The Queen
- Secrets of a Superstud (1976) - The Lady
- Queen Kong (1976) - HM The Queen (não-creditada)
- National Lampoon's European Vacation (1985) - Rainha Elizabeth
- Nipagesh Bachof (1987) - Rainha da Inglaterra
- The Naked Gun: From the Files of Police Squad! (1988) - Rainha Elizabeth II
- Austin Powers in Goldmember (2002) - Rainha